# Anna Andrejevna Ahmatova
Anna Andrejevna Ahmatova polgári neve: Anna Andrejevna Gorenko, oroszul: Анна Андреевна Ахматова (Горенко) (Bolsoj Fontan, 1889. június 23. – Domogyedovo, Oroszországi SZSZSZK, 1966. március 5.), orosz származású szovjet költő.

## Élete
Tengerésztiszti családban született. Tanulmányait Kijevben a Kijevi Egyetem jogi fakultásán végezte. 1910-ben költözött Szentpétervárra. Apja ellenállása miatt kezdett tatár nagyanyja családnevét használva verselni.
1910-ben férjhez ment és európai utazásokra indult. Megfordult Olaszországban és Párizsban, ahol megismerkedett Amedeo Modiglianival. Ezek az utazások rendkívül nagy hatással voltak későbbi életére és művészetére.

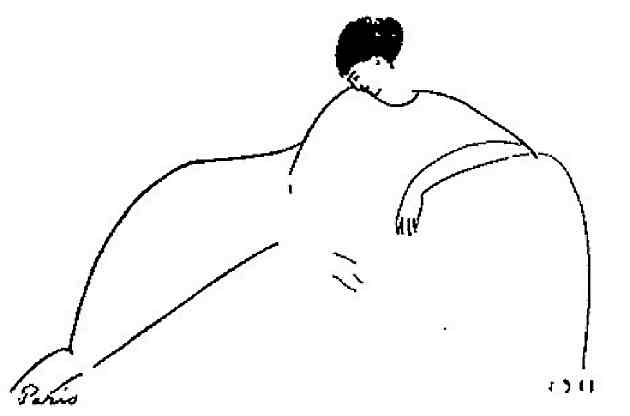
Modigliani rajza Ahmatováról 1911-ben

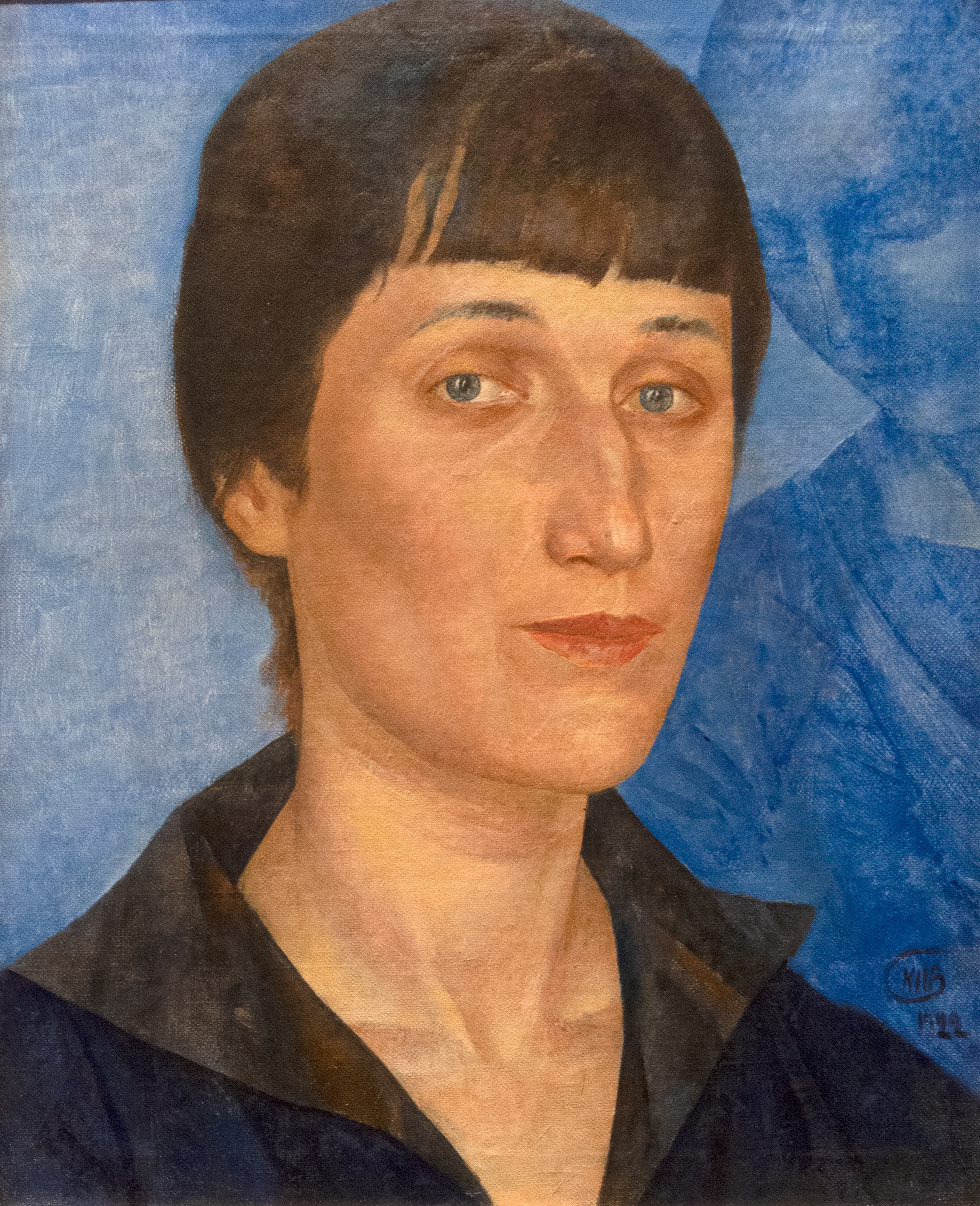
Petrov-Vodkin festménye

1918-ban elvált első férjétől és újra férjhez ment. Első férjét, Nyikolaj Gumiljovot 1921-ben letartóztatták és agyonlőtték.
1922-ben ismét elvált, és harmadszor is férjhez ment.
1938-ban letartóztatták első házasságából született fiát, Lev Nyikolajevics Gumiljovot (1912–1992, későbbi, etnogenezissel kapcsolatos kutatásairól ismert történész-antropológus), és 10 év kényszermunkára ítélték.
1949-ben ismét letartóztatták férjét, N. N. Punyin művészettörténészt, és első házasságából született fiát. Férje 1953-ban a lágerben meghalt, fia csak 1956-ban szabadult.

## Költészete
Első verseskötete, az Este (Вечер) 1912-ben jelent meg, ezt hamarosan újabb verseskötetek követték. A Mandelstam vezette akmeista csoporthoz csatlakozott. Ennek az irányzatnak és Ahmatova lírájának is – a század elején divatos szimbolizmussal ellentétben – a reális, a mindennapi élethez kötődő motívumukból való építkezés az alapja. Ahmatova költészetének már ekkor megkülönböztető sajátsága a mély kontraszt: a melankolikus, tragikus hangulatok és a világos, ujjongó hangulatok váltakozása.
Az 1917-es forradalomban nem vett aktívan részt, de a 20-as években írt verseiben elítélte az emigrációt. A 30-as évektől költészete lényegesen megváltozott. Az 1935–40 között írt önéletrajzi ciklusát, a Rekviem-et (Реквием) csak jóval halála után, 1987-ben adták ki. Költészetével egyre inkább szembekerült a szovjet rendszerrel, így 1946-tól 1956-ig teljes megjelenési tilalom alá esett.
1962-ben irodalmi Nobel-díjra jelölték, de a díjat ebben az évben John Steinbeck kapta meg. 1965-ben az Oxfordi Egyetem díszdoktorává avatták.
Ahmatova költészetét klasszikus egyszerűség, tiszta stílus és pontosság jellemzi. Verseinek melódiája és mély lírája fogja meg elsősorban olvasóit.
Anna Andrejevna Ahmatova az orosz irodalom egyik legnagyobb költője.

### Verseskötetei
- Este, 1912
- Fehér csapat, 1917
- Útilapu, 1921
- Anno domini MCMXXI, 1922
- Fűzfa, 1940
- Hat könyvből, 1940
- Válogatott versei, 1961
- Idő futása, 1965

## Magyarul
- Idők futása; vál., ford. Rab Zsuzsa, utószó Elbert János; Európa, Bp., 1967
- Anna Ahmatova versei; vál., ford. Rab Zsuzsa; Európa, Bp., 1978 (Lyra mundi)
- Prózai írások; ford. Kónya Lilla, Pór Judit; Európa, Bp., 1989
- Anna Ahmatova versei; vál. M. Nagy Miklós, ford. Halasi Zoltán, Lator László, Rab Zsuzsa; Európa, Bp., 1999 (Lyra mundi)
- Ahmatova ifjú arca. ...és mai orosz költők. Konczek József műfordításai; előszó G. Komoróczy Emőke; Orpheusz Könyvek, Bp., 2007